# Рой Гаррод
Рой Гаррод (англ. Roy Harrod, 14 лютого 1900, Лондон, Велика Британія — 9 березня 1978, Голт, графство Норфолк) — британський науковець, економіст, головний продовжувач кейнсіанських ідей, один з авторів моделі Харрода — Домара.

## Біографія
Народився Рой Гаррод 13 лютого 1900 року в Норфолку, в сім'ї британських інтелігентів. Його батько Генрі Доус Гаррод був істориком-археологом, крім того ще й займався комерцією. Проте, його комерційні починання не приносили йому великого успіху. Мати Франсіс Форбс-Робертсон була відомою письменницею, яка входила в гурток провідних англійських літераторів вікторіанської епохи.
Гаррод здобув освіту у Весмістерській школі та Новому коледжі в Оксфорді, де вивчав класичну літературу, давню історію і філософію. Згодом Гаррод став викладачем у Християнському коледжі Оксфорда, а потім і головою коледжу та членом ради керівників Оксфордського університету.
В 1945 році став редактором The Economic Journal. В 1947—1950 роках був членом підкомісії ООН з питань зайнятості та стабільності розвитку, а також у 1952—1953 роках обіймав посаду радника Міжнародного валютного фонду. У 1959 році Гаррод отримав лицарське звання в знак його державних заслуг і видатних академічних досягнень в довоєнний і післявоєнний час. У 1967 році вийшов на пенсію і переїхав у Холт, графство Норфолк.
Помер Рой Гаррод у 1978 році, у 78-річному віці.

## Внесок в економіку
Основною роботою Р. Гаррода довоєнного часу вважається монографія «Торговельний цикл». Вона виникла у 1936 році. У цій монографії містяться основні моменти неокейнсіанської теорії циклічних коливань.
У 1939 році було опубліковано статтю «Нарис теорії динаміки». У ній йдеться про мету теорії динаміки та створення передумов економічного зростання.
У 1973 році Харрод опублікував книгу «Теорія економічної динаміки», в якій йшлось про виклад теорії економічної динаміки, доповнив ряд понять чіткими визначеннями моделі Харрода — Домара.
Модель Гаррода-Домара
У цій моделі введено рівняння фактичного темпу зростання:
{\displaystyle g*c=s},
де g — реальний приріст загального випуску за будь-який період, який дорівнює відношенню приросту доходу до величини доходу базового періоду;
{\displaystyle g=\Delta y/y}
c — капітальний коефіцієнт (коефіцієнт капіталомісткості), тобто ціна одиниці приросту доходу;
{\displaystyle c=I/\Delta Y}
s — частка заощаджень у національному доході;
{\displaystyle s=S/Y},
де I=S — рівність Кейнса відповідно до якої інвестиції дорівнюють заощадженням;
Гаррод запропонував також формулу гарантованого темпу зростання:
{\displaystyle g_{w}*c_{r}=s}
де s — частка заощаджень у національному доході або схильність до заощадження;{\displaystyle c_{r}} — капітальний коефіцієнт;{\displaystyle g_{w}} — приріст загального випуску;
І третє рівняння природного темпу зростання:
{\displaystyle g_{n}:c_{r}=s} або ≠s.

## Нагороди і премії
- Лауреат премії Б. Хармса (1966)

## Список основних праць
- «Доктрини недосконалої конкуреції», Квартальний журнал економіки"48(травень 1934),442-470 («Doctrines of Imperfect Competition», «Quarterly Journal of Economics 48(May 1934)» , 442—470);
- «Розширення кредиту в просуванні спільноти», Економіка NS 1(серпень 1934),287-299 («The expansion of Credit in an Advancing Community», Economika NS 1 (August 1934), 287—299);
- Торговий цикл (Оксфорд: Преса жирного шрифту, 1936) («The Trade Cycle (Oxford: Clarendon Press», 1936));
- «Перероблений утилітаризм», Розум 45 (квітень 1936), 137—156 («Utilitarianism Revised, Mind 45 (April 1936)», 137—156);
- «Кейнс і традиційна теорія», Економетрика NS 5 (січень 1937), 74-86 («Mr. Keynes and Traditional Theory», Econometrica NS 5 (January 1937), 74–86);
- «Обсяг і метод економіки», Економічний журнал 48 (вересень 1938), 383—412 («Scope and Method of Economics», Economic Journal 48 (Sept. 1938), 383—412);
- «Есе в динамічній теорії», Економічний журнал 49 (березень 1939), 14-33 («An Essay in Dynamic Theory», Economic Journal 49 (March 1939), 14–33);
- «Міжнародна економіка (Лондон: Нісбет і Кембрідж: Кембриджська Університецька Преса; Нью-Йорк: Харкорт і Брейс). П'ять видань з 1933 по 1973» («International economics (London: Nisbet, and Cambridge: Cambridge University Press; New York: Harcourt and Brace). Five editions from 1933 to 1973)»;
- «Життя Джона Мейнарда Кейнса (Лондон: Макміллан, 1951)» («The Life of John Maynard Keynes (London: Macmillan, 1951)»);
- «Економічні нариси» (Лондон: Макміллан,1952) («Economic Essays» (London: Macmillan, 1952));
- «Основи індуктивної логіки (1956)»(«Foundations of Inductive Logic (1956)»);
- «Професор: особистий спогад лорда Червелла (Лондон, Макміллан, 1959)» («The Prof: A Personal Memoir of Lord Cherwell (London, Macmillan, 1959)»);
- «Друге есе в динамічній теорії», Економічний журнал 70 (червень 1960), 277—293 ("Second Essay in Dynamic Theory, " Economic Journal 70 (June 1960), 277—293);
- «Теми в динамічній теорії», Економічний журнал 73 (вересень 1963), 401—421 ("Themes in Dynamic Theory, " Economic Journal 73 (September 1963), 401—421);
- «Гроші» (Лондон: Макміллан,1969) («Money» (London: Macmillan, 1969));
- «Соціологія, мораль і таємниця (Лондон: Макміллан,1970)» («Sociology, Morals and Mystery, (London: Macmillan, 1970)»);
- «Економічна динаміка (Лондон: Макміллан,1973)» («Economic Dynamics (London: Macmillan, 1973)»);
- «Міжвоєнне листування Роя Харрода (Челтенхем, Елгар, 2003)» («The Interwar Correspondence of Roy Harrod (Cheltenham: Elgar, 2003)»).